# Saeid Abdevali
Saeid Abdevali (persiska: سعيد عبدولى), född den 4 november 1989 i Andimeshk, är en iransk brottare.
Han tog OS-brons i mellanvikt i samband med de olympiska tävlingarna i brottning 2016 i Rio de Janeiro.